# Europees kampioenschap hockey vrouwen 2009
Het Europees kampioenschap hockey vrouwen (2009) voor A-landen vond plaats van zaterdag 22 augustus 2009 tot en met zaterdag 29 augustus 2009 in Amstelveen, Nederland. Het was de negende editie van dit internationale sportevenement. Het toernooi stond onder auspiciën van de Europese Hockey Federatie. Nederland werd Europees kampioen. De beste vier landen plaatsten zich voor het wereldkampioenschap 2010.
Tegelijkertijd speelden de mannen op dezelfde locatie ook om de Europese titel.

## Geplaatste teams

### Groep A
- Nederland (gastland)
- Engeland
- Azerbeidzjan
- Rusland

### Groep B
- Duitsland
- Ierland
- Schotland
- Spanje

## Uitslagen voorronde

### Groep A
| Team         | G | W | GL | V | P | DV | DT |
| ------------ | - | - | -- | - | - | -- | -- |
| Nederland    | 3 | 3 | 0  | 0 | 9 | 24 | 0  |
| Engeland     | 3 | 2 | 0  | 1 | 6 | 8  | 6  |
| Azerbeidzjan | 3 | 0 | 1  | 2 | 1 | 2  | 15 |
| Rusland      | 3 | 0 | 1  | 2 | 1 | 1  | 14 |

| 22-08 | Nederland    | Azerbeidzjan | 10 - 0 |
|       | Engeland     | Rusland      | 4 - 0  |
| 23-08 | Nederland    | Engeland     | 5 - 0  |
|       | Azerbeidzjan | Rusland      | 1 - 1  |
| 25-08 | Azerbeidzjan | Engeland     | 1 - 4  |
|       | Nederland    | Rusland      | 9 - 0  |

### Groep B
| Team      | G | W | GL | V | P | DV | DT |
| --------- | - | - | -- | - | - | -- | -- |
| Duitsland | 3 | 3 | 0  | 0 | 9 | 13 | 1  |
| Spanje    | 3 | 2 | 0  | 1 | 6 | 8  | 4  |
| Schotland | 3 | 0 | 1  | 2 | 1 | 1  | 7  |
| Ierland   | 3 | 0 | 1  | 2 | 1 | 1  | 11 |

| 22-08 | Spanje    | Schotland | 3 - 1 |
|       | Duitsland | Ierland   | 7 - 0 |
| 23-08 | Ierland   | Schotland | 0 - 0 |
|       | Duitsland | Spanje    | 2 - 1 |
| 25-08 | Ierland   | Spanje    | 1 - 4 |
|       | Duitsland | Schotland | 4 - 0 |

## Plaats 5 t/m 8
De nummers 3 en 4 van beide groepen spelen in een nieuwe groep om de plaatsen 5 t/m 8. Het resultaat tegen het andere team uit dezelfde voorrondegroep wordt meegenomen. De nummers 7 en 8 degraderen naar de B-groep.

### Groep C
| Team         | G | W | GL | V | P | DV | DT |
| ------------ | - | - | -- | - | - | -- | -- |
| Ierland      | 3 | 1 | 2  | 0 | 5 | 3  | 2  |
| Azerbeidzjan | 3 | 1 | 1  | 1 | 4 | 4  | 4  |
| Rusland      | 3 | 0 | 3  | 0 | 3 | 3  | 3  |
| Schotland    | 3 | 0 | 1  | 2 | 1 | 3  | 4  |

| 27-08 | Rusland      | Schotland | 1 - 1 |
|       | Azerbeidzjan | Ierland   | 1 - 2 |
| 29-08 | Rusland      | Ierland   | 1 - 1 |
|       | Azerbeidzjan | Schotland | 3 - 1 |

## Plaats 1 t/m 4
De nummer 1 uit de ene groep speelt in de halve finale tegen de nummer twee uit de andere groep. De winnaars spelen de finale, de verliezers om de derde plaats.

### Halve finale
| Nr. 1 groep A | Score | Nr. 2 groep B |
| ------------- | ----- | ------------- |
| Nederland     | 5 - 1 | Spanje        |

| Nr. 2 groep A | Score | Nr. 1 groep B |
| ------------- | ----- | ------------- |
| Engeland      | 1 - 2 | Duitsland     |

### Om de derde plaats
| Verliezer halve finale 1 | Score | Verliezer halve finale 2 |
| ------------------------ | ----- | ------------------------ |
| Spanje                   | 1 - 2 | Engeland                 |

### Finale
| Winnaar halve finale 1 | Score | Winnaar halve finale 2 |
| ---------------------- | ----- | ---------------------- |
| Nederland              | 3-2   | Duitsland              |

| Europees kampioen 2009  |
| ----------------------- |
|                         |
| Nederland Zevende titel |

## Eindrangschikking
Uitleg kleuren:
- Goud, zilver en brons = Medaille + blijven in de A-groep
- Rood= Degraderen naar B-Groep

| Rang   | Land         |
| ------ | ------------ |
| Goud   | Nederland    |
| Zilver | Duitsland    |
| Brons  | Engeland     |
| 4      | Spanje       |
| 5      | Ierland      |
| 6      | Azerbeidzjan |
| 7      | Rusland      |
| 8      | Schotland    |

## Trivia
- Nederland is in de poulefase het enige team zonder tegendoelpunten.
- 10-0 is de grootste overwinning in de poulefase, Nederland won hier van Azerbeidzjan.

1984 · 1987 · 1991 · 1995 · 1999 · 2003 · 2005 · 2007 · 2009 · 2011 · 2013 · 2015 · 2017 · 2019 · 2021 · 2023